# 西屬撒哈拉
西屬撒哈拉（西班牙語：Sahara Español）是西班牙在撒哈拉沙漠西邊的殖民地（現西撒哈拉）。1886年劃為西班牙的保護領，1958年成為海外省。1975年西班牙國、摩洛哥、茅利塔尼亞簽訂《馬德里協定》。随後西班牙撤出西屬撒哈拉，西屬撒哈拉大部分领土被摩洛哥佔領。其後摩洛哥軍隊與支持西撒哈拉獨立的波利萨里奥阵线之間爆發西撒哈拉战争。

## 西班牙占领
在柏林会议上，西方列强正式确立了瓜分非洲的一般原则。西班牙于1884年12月26日宣布从布兰角海角到博哈多尔角为西班牙的“非洲海岸的保护国”，并于1885年1月14日正式以书面形式通知其他国家。1886年夏天，在西班牙商业地理学会的赞助下，朱利奥·塞维拉·贝维埃拉（Julio Cervera Baviera），费利佩·里佐（Felipe Rizzo）和弗朗西斯科·基罗加（Francisco Quiroga）三名探险家来到西撒哈拉地区进行了地形和天文观测。這次的探險被认为是在西撒哈拉地区的第一次正式的科学考察。
1884年西班牙军事占领该地区后，西班牙遭到了当地原住民的反抗。当地的原住民主要居住在绿洲与沿海地区，从事渔业与牧业工作，语言是贝都因语和阿拉伯语。
1886年，西班牙签署了《伊迪尔条约》。根据该条约，阿德拉尔酋长国将位于西撒哈拉地区的大片领土割让给了西班牙，但该条约并没有法律价值。直到20世纪初西班牙和法国之间签订条约，才明确界定了该国的边界。

## 近代史

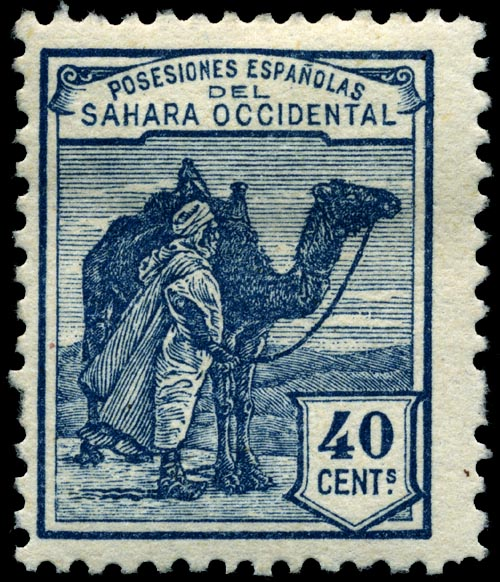
西班牙殖民当局1924年发行的邮票

由于土著反抗等活动，西班牙政府直到1934年左右才得以控制位于沙漠地区的殖民地领土。1956年，摩洛哥宣布从法国的殖民统治下独立之后，便宣称西撒哈拉地区的主权。1957年，伊夫尼战争期间，摩洛哥解放军几乎占领了西属撒哈拉以北的伊夫尼领土。西班牙人从附近的加那利群岛派出一支伞兵团，击退了袭击。在法国人的帮助下，西班牙很快重新建立了对伊夫尼地区的统治。
1973年，波利萨里奥阵线成立，该阵线的游击队迅速发展。在摩洛哥组织的绿色进军活动的打击下，到1975年末，西班牙失去了对大部分领土的有效控制。
1975年11月20日，西班牙独裁者弗朗西斯科·弗朗哥去世，临终前西班牙与摩洛哥和毛里塔尼亚谈判签署《马德里协定》，终结了西班牙对西撒哈拉的统治。毛里塔尼亚最初得到了南部的黄金谷地地区，并设立西提瑞斯省，但于1979年撤出冲突，直到1991年摩洛哥和波利萨里奥阵线实现停火。
當地獨立武裝組織波利薩里奧陣線（总部设于阿尔及利亚廷杜夫难民营）統治著該地區摩洛哥墙以東大約四分之一的荒蕪地區，而摩洛哥則統治其中的四分之三。